# ISO 3166-2:TV
ISO 3166-2:TV — стандарт Международной организации по стандартизации, который определяет геокоды. Является подмножеством стандарта ISO 3166-2, относящимся к Тувалу. Стандарт охватывает 7 островных советов и 1 городской совет (Фунафути) Тувалу. Каждый код состоит из двух частей: кода Alpha2 по стандарту ISO 3166-1 для Тувалу — TV и дополнительного кода, записанных через дефис. Дополнительный трёхбуквенный код образован созвучно названию  совета. Геокоды островных и городского советов Тувалу являются подмножеством кодов домена верхнего уровня — TV присвоенного Тувалу в соответствии со стандартами ISO 3166-1.

## Геокоды  Тувалу
Геокоды 7 островных советов и 1 городского совета административно-территориального деления Тувалу.
| Геокод | Административная единица | Статус          |
| ------ | ------------------------ | --------------- |
| TV-VAI | Ваитупу                  | островной совет |
| TV-NIT | Ниутао                   | островной совет |
| TV-NMG | Нануманга                | островной совет |
| TV-NKL | Нукулаэлаэ               | островной совет |
| TV-NMA | Нанумеа                  | островной совет |
| TV-NKF | Нукуфетау                | островной совет |
| TV-NUI | Нуи                      | островной совет |
| TV-FUN | Фунафути                 | городской совет |

## Геокоды пограничных Тувалу государств
- Кирибати — ISO 3166-2:KI (на севере, на северо-востоке),
- Самоа — ISO 3166-2:WS (на востоке),
- Франция (заморская территория - Острова Уоллис и Футуна) — ISO 3166-2:FR (на юго-востоке),
- Фиджи — ISO 3166-2:FJ (на юго-востоке),
- Соломоновы Острова — ISO 3166-2:SB (на юго-западе, на западе).